# Hipotonia
Hipotonia é uma condição na qual o tônus muscular está anormalmente baixo, geralmente envolvendo redução da força muscular. 

## Condição médica
Hipotonia não é uma doença médica específica, mas é uma manifestação potencial para muitas doenças e desordens que afetam o controle nervoso motor pelo cérebro ou força muscular. 
Reconhecer a hipotonia, mesmo em recém-nascidos, é geralmente fácil, mas o diagnóstico do que está causando a hipotonia pode ser difícil e muitas vezes não ocorre. Os efeitos a longo termo da hipotonia no desenvolvimento de uma criança dependem da severidade da fraqueza muscular e da natureza da causa. 
Alguns distúrbios possuem tratamento específico, mas o principal para tratamento para hipotonia de causas idiopáticas ou neurológicas é a fisioterapia para ajudar a pessoa a compensar a incapacidade neuromuscular.

## Patologias ligadas à hipotonia
Dentre várias patologias, algumas ligadas à hipotonia são:
- Congênita
  - Síndrome de Down
  - Síndrome de Rett
  - Acondroplasia
  - Doença de Leigh
  - Doença de Krabbe
  - Síndrome de Marfan
  - Síndrome de Menkes
  - Síndrome de Prader-Willi
  - Síndrome de Pitt-Hopkins
  - Síndrome de Riley-Day
  - Teratogenias
  - Síndrome de Potocki Lupski
  - Doença de Pompe
  - Doença de Tay-Sachs
- Adquirida
  - Infecções
  - Distrofia muscular
  - Síndrome de Rett
  - Encefalites
  - Síndrome de Guillain-Barré
  - Poliomielite
  - Doença celíaca
  - Hipervitaminoses
  - Hipercalcemia